# Врбова
Врбова је насељено место у саставу општине Старо Петрово Село у Бродско-посавској жупанији, Република Хрватска.

## Историја
До територијалне реорганизације у Хрватској налазила се у саставу старе општине Нова Градишка.

## Становништво
На попису становништва 2011. године, Врбова је имала 873 становника.

## Попис1991.
На попису становништва 1991. године, насељено место Врбова је имало 1.179 становника, следећег националног састава:
| Попис 1991.‍   | Попис 1991.‍  | Попис 1991.‍ | Попис 1991.‍ | Попис 1991.‍ |
| ------------- | ------------ | ----------- | ----------- | ----------- |
|               |              |             |             |             |
| Хрвати        | Хрвати       |             | 1.098       | 93,12%      |
| Срби          | Срби         |             | 36          | 3,05%       |
| Југословени   | Југословени  |             | 7           | 0,59%       |
| Украјинци     | Украјинци    |             | 6           | 0,50%       |
| Немци         | Немци        |             | 1           | 0,08%       |
| Црногорци     | Црногорци    |             | 1           | 0,08%       |
| Чеси          | Чеси         |             | 1           | 0,08%       |
| остали        | остали       |             | 2           | 0,16%       |
| неопредељени  | неопредељени |             | 7           | 0,59%       |
| непознато     | непознато    |             | 20          | 1,69%       |
| укупно: 1.179 |              |             |             |             |